# 埃斯基普拉斯
埃斯基普拉斯是危地馬拉的城鎮，由奇基穆拉省負責管轄，位於該國東南部，始建於1525年7月25日，面積532平方公里，海拔高度1,100米，每年平均降雨量1,533毫米，2012年人口56,258。

## 外部連結
- Official website （页面存档备份，存于）